# Godefrida Agneta Maria Ignatia Huyn van Geleen
Gravin Godefrida Agneta Maria Ignatia Huyn van Geleen (Amstenrade, 26 februari 1645 - Wachtendonk, 1667) was de dochter van Arnold V Wolfgang Huyn van Geleen en Maria Margaretha Huyn van Amstenrade.
Op 4 november 1665 huwde zij te Wachtendonk met prins Karel (Carl) Theodoor Otto von Salm.
Karel werd op 27 juli 1645 te Anhalt geboren uit een rijksvorsten familie. Hij volgde in 1663 zijn vader Leopold, vorst Von Salm, in de rijksvorstenstand op. Karel koos al vroeg voor een militaire loopbaan en wierf op eigen kosten een cavalerieregiment aan in dienst van Spanje.
Het echtpaar heeft na het huwelijk te Wachtendonk gewoond, maar verbleef ook te Kasteel Amstenrade. Op een koningsplaat van de schutterij van Amstenrade bevindt zich een vrouwenplaat van Maria Godefrida Anna Huyn, erfvrouwe der graafschappen Geleen en Amstenrade.
Op 2 november 1667 stierf Godefrida te Wachtendonk in haar eerste kraambed, drie uur nadat zij geboorte had gegeven aan haar dochter Maria-Dorothea. Het kerkregister van Wachtendonk vermeldt hierover: onder de felste pijn, maar met de grootste overgave, in het bijzijn van haar man, die daags tevoren uit Brabant was teruggekeerd, en haar moeder, overleed.
Op 22 december 1667 werd zij in de grafkelder van de Sint-Jozefkapel van de jezuïetenkerk Sint-Michael te Aken, waaraan zowel Godefrida als haar vader Arnold V diverse schenkingen gaven. Zo gaf Godefrida in 1666 nog haar bruiloftskleed aan de Sint Michaelkerk te Aken, waar dit verwerkt werd tot kerkelijke gewaden.
Toen haar vader, de laatste stamhouder van de familie Huyn van Geleen, in 1668 stierf, werd hij naast zijn dochter begraven. Beide begrafenissen vonden met veel luister plaats.